# Vyvěste fangle (kniha)
Vyvěste fangle (1968) je sbírka drobných úvah, fejetonů či povídek Jiřího Suchého, které vyprávěl v rozhlase při svém pravidelném pořadu zvaném Gramotingl-tangl. Jako hlavní náplň pořadu ale Suchý pouštěl své oblíbené písničky. Sám autor o knize píše: "Gramotingl-tangly jsou improvizované rozhlasové pořady a je přísně zakázáno považovat je za literární dílo, byť se Vám dostávají do rukou v knižním vydání."
Knihu ilustroval Jiří Šlitr.
Jednotlivé úvahy rozvíjejí některé Suchého písničky, vtipy z her divadla Semafor či jde o vzpomínky atp.

## Obsah
- O zvýhodnění darebáků
- Sliby
- Láska
- Děti
- Velikonoce
- Ke dni učitelstva
- Pražské jaro
- O rose
- Prázdniny
- O symbolech
- Mravenec
- Aj, svítilo slunéčko...
- Návrat z výletu
- Dvě
- Bajky
- Pst!
- Střed
- Migréna
- Patero smyslů
- Živly
- Záhady
- Pověry
- Pohovor o legraci
- O hladu
- Chuť
- Film
- Moje koupelna
- Automobilismus
- O užitečnosti uniforem
- Vyrobme si pouzdro
- Chce se mně spát
- Závěť
- Co je to hudba
- Pohádka
- Co je to blues
- Divotvorný hrnec
- O různých bolestech hlavy
- Tvary
- Kontrabas
- Výtvarník pro váš přijímač
- Vánoce
- A je po svátcích
- Striptýz
- P. F.
- Tři králové
- Spřízněným duším